# 吉浜駅 (愛知県)
吉浜駅（よしはまえき）は愛知県高浜市屋敷町にある、名古屋鉄道三河線の駅。駅番号はMU05。manacaが使用可能である。

## 歴史
- 1914年（大正3年）2月5日 - 三河鉄道の駅として開業[1]。
- 1941年（昭和16年）6月1日 - 三河鉄道が名古屋鉄道に合併。同社三河線の駅となる。
- 1959年（昭和34年） - 伊勢湾台風により駅舎被災[2]。
- 1960年（昭和35年）3月 - 駅舎改築[2]。
- 1977年（昭和52年）5月25日 - 貨物営業廃止[3]。
- 1978年（昭和53年）3月20日 - 貨物側線撤去[4]。1面2線の島式ホームとなる[2]。
- 1983年（昭和58年）10月21日 - 棒線化[2]。
- 2005年（平成17年）9月14日 - 駅集中管理システム導入に伴う駅舎改築、無人化[2]。「トランパス」導入。
- 2011年（平成23年）2月11日 - ICカード乗車券「manaca」供用開始。
- 2012年（平成24年）2月29日 - トランパス供用終了。

## 駅構造
単式1面1線の地上駅である。かつては1面2線の島式ホームであったが、三河線の貨物営業の廃止や運行ダイヤが整理されパターン化したことにより、交換駅としての必要性がなくなり棒線化された。駅集中管理システム（管理駅は知立駅）が導入された無人駅である。
| 路線              | 方向 | 行先     |
| ----------------- | ---- | -------- |
| MU 三河線（海線） | 下り | 知立ゆき |
| MU 三河線（海線） | 上り | 碧南ゆき |

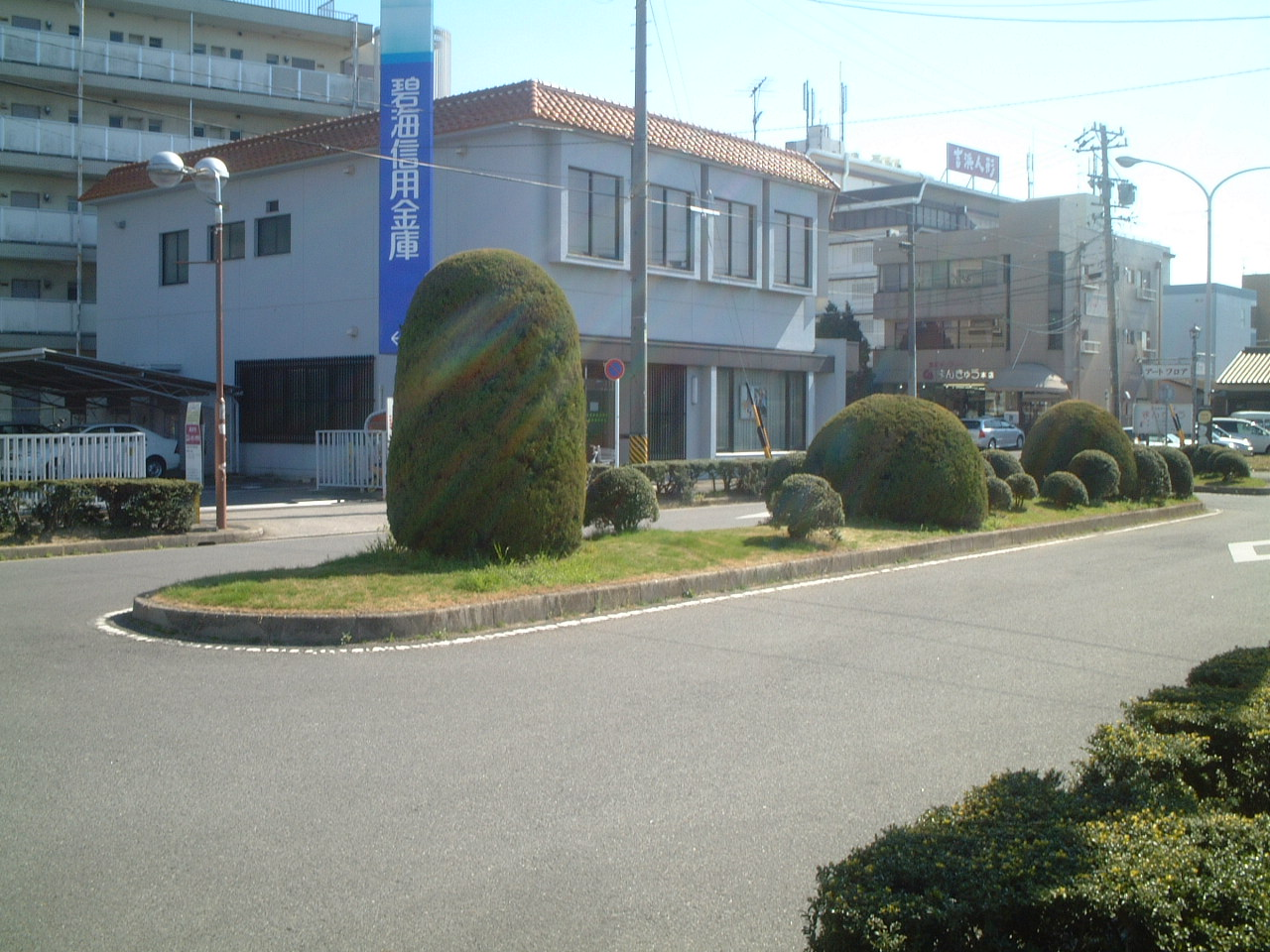
駅前ロータリー
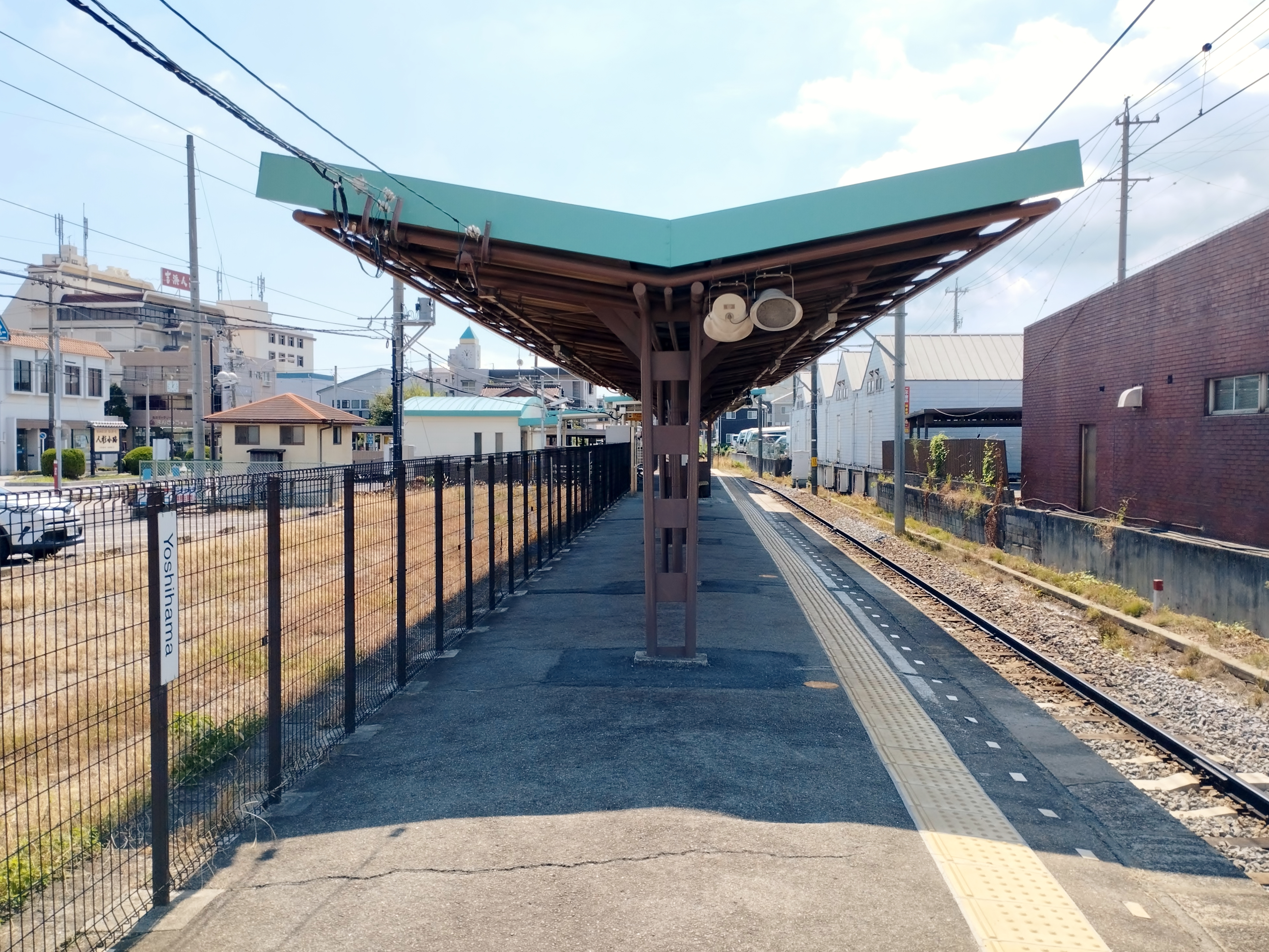
ホーム 棒線化されて東側は廃止
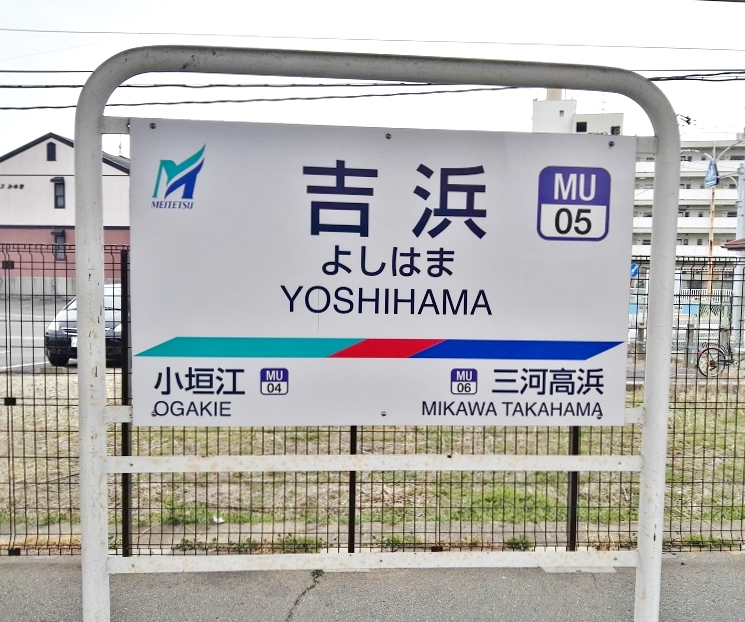
駅名標

### 配線図
| ← 刈谷・ 知立方面 | 吉浜駅 構内配線略図 | → 三河高浜・ 碧南方面 |
| 凡例 出典:        |                     |                       |

## 利用状況
- 『名鉄120年：近20年のあゆみ』によると2013年度当時の1日平均乗降人員は2,715人であり、この値は名鉄全駅（275駅）中155位、 三河線（23駅）中17位であった[11]。
- 『名古屋鉄道百年史』によると1992年度当時の1日平均乗降人員は2,155人であり、この値は岐阜市内線均一運賃区間内各駅（岐阜市内線・田神線・美濃町線徹明町駅 - 琴塚駅間）を除く名鉄全駅（342駅）中168位、 三河線（38駅）中19位であった[12]。
- 『愛知県統計年鑑』によると1日の平均乗車人員は、2006年度1,044人、2007年度1,126人である。
- 『高浜の統計』『移動等円滑化取組報告書』によると、近年の1日平均乗降人員は下表のとおりである[13][14]。

| 年度               | 1日平均 乗降人員 |
| ------------------ | ---------------- |
| 1999年（平成11年） | 1,693            |
| 2000年（平成12年） | 1,740            |
| 2001年（平成13年） | 1,763            |
| 2002年（平成14年） | 1,786            |
| 2003年（平成15年） | 1,701            |
| 2004年（平成16年） | 1,780            |
| 2005年（平成17年） | 1,929            |
| 2006年（平成18年） | 2,094            |
| 2007年（平成19年） | 2,266            |
| 2008年（平成20年） | 2,285            |
| 2009年（平成21年） | 2,262            |
| 2010年（平成22年） | 2,337            |
| 2011年（平成23年） | 2,443            |
| 2012年（平成24年） | 2,555            |
| 2013年（平成25年） | 2,715            |
| 2014年（平成26年） | 2,764            |
| 2015年（平成27年） | 2,861            |
| 2016年（平成28年） | 2,852            |
| 2017年（平成29年） | 2,997            |
| 2018年（平成30年） | 3,041            |
| 2019年（令和元年） | 3,208            |
| 2020年（令和02年） | 2,577            |

## 駅周辺

### 主な施設
- 吉浜人形
- 高浜吉浜郵便局
- イビデン衣浦事業場
- デンソーエアシステムズ高浜工場

### バス路線
- 高浜市コミュニティバス「いきいき号」

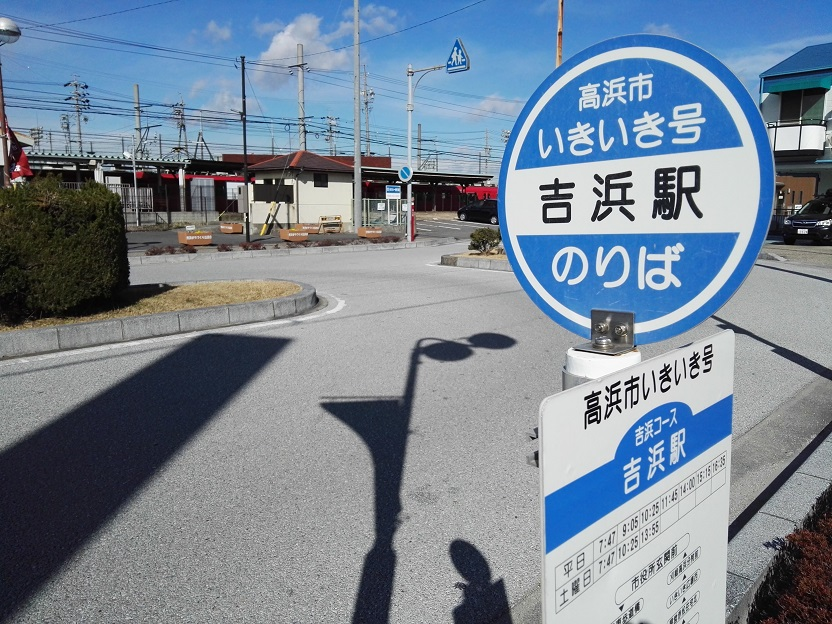
バス停

## 隣の駅
名古屋鉄道
MU 三河線（海線）
小垣江駅（MU04） - 吉浜駅（MU05） - 三河高浜駅（MU06）